# Corveissiat
Corveissiat település Franciaországban, Ain megyében. Lakosainak száma 587 fő (2022. január 1.). Corveissiat Bolozon, Cize, Grand-Corent, Matafelon-Granges, Simandre-sur-Suran, Nivigne et Suran, Thoirette-Coisia és Aromas községekkel határos.

## Népesség
A település népességének változása:
| Lakosok száma | 448  | 438  | 437  | 504  | 617  | 622  | 621  | 612  | 604  | 587  |
|               | 1968 | 1982 | 1990 | 2006 | 2013 | 2015 | 2017 | 2019 | 2020 | 2022 |